# The Jolly Boys
The Jolly Boys es una banda de mento originaria de Port Antonio, Jamaica, integrada por músicos con más de sesenta años de trayectoria. Se formó en 1955 y tuvieron gran éxito comercial en las décadas de 1980 y 1990 entre los seguidores de reggae y world music. La repercusión de su álbum Great Expectation (2010) hizo resurgir el interés por la música mento.

## Trayectoria

### Primeros años
The Jolly Boys se formaron a partir de un grupo llamado The Navy Island Swamp Boys, formado alrededor de 1950 y que solía amenizar las fiestas organizadas por Errol Flynn en la isla Navy, de su propiedad, y a la que asistían personalidades como el Aga Khan, el barón von Thyssen, Dean Martin, Robert Mitchum, Burt Lancaster y Elizabeth Taylor, entre otros. Este grupo incluía a Moses Deans en banjo y guitarra, Noel Lynch en guitarra y «Papa» Brown en marimbol. 
Tras separarse en 1955, Deans y Brown formaron The Jolly Boys con Derrick «Johnny» Henry en maracas y tambor, Martell Brown en guitarra y David «Sonny» Martin en guitarra. Uno de los sustitutos habituales del grupo en este período fue el percusionista Allan Swymmer, quien se integró como miembro pleno en los años 1960.
El nombre de la banda («jolly» puede traducirse del inglés como «divertido») se atribuye a Errol Flynn, quien adoraba la atmósfera que los músicos generaban en sus fiestas. Fueron muy populares en Port Antonio donde se los consideró una de las mejores bandas de mento de la región.

### Años 1960
A principios de la década de 1960 la reputación de The Jolly Boys creció y comenzaron a actuar en hoteles y fiestas privadas, a menudo junto a una compañía de bailarines. Uno de los grupos de danza que solía acompañarlos estaba liderado por Albert Minott, en aquel tiempo miembro ocasional de la banda, quien se convirtió en su vocalista líder actual. En 1962 el grupo fue finalista en una competición nacional de mento que tuvo lugar en el Teatro Ward de Kingston. El renombre local que alcanzaron les permitió una limitada difusión internacional. En 1964 audicionaron para Jean Farduli, propietario del «Blue Angel Supper Club» de Chicago, conocido por sus conciertos de música de las Indias Occidentales. En 1966 viajaron a Nuevo Hampshire para el que sería el primero de varios compromisos semestrales de actuación.

### Años 1970
A pesar de que el auge del reggae relegó a los grupos de mento, en los años 1970 The Jolly Boys continuó presentándose en Port Antonio y en el resto de Jamaica, en particular el Round Hill Hotel de Montego Bay. En 1969 Allan Swymmer se mudó a Saint Ann's Bay donde formó otro grupo también llamado The Jolly Boys, integrado por músicos de esa zona. Esta segunda formación se presentaba principalmente en el área de Saint Ann's Bay, grabó dos álbumes: Roots of Reggae: Music From Jamaica (1977) y Jolly Boys at Club Caribbean (1979), además de varios 45 RPM. Existieron solo durante la década de 1970 pero mantuvieron contacto permanente con el grupo original.

### Años 1980 y 1990
Varios de los miembros originales fallecieron a finales de los años 1970 y el grupo se desarticuló por un corto período. Pero en 1980 Swymmer regresó a Port Antonio y junto a Deans relanzaron a The Jolly Boys con Joseph «Powda» Bennett en marimbol. De inmediato encontraron trabajo en los principales hoteles y la demanda local creció. Cuando en 1989 el cantautor y productor Jules Shear los vio en el Trident Hotel, decidió producirles un álbum. Fue el primero de cuatro álbumes que el grupo lanzó entre 1989 y 1997, los cuales han sido reeditados. A partir de estas grabaciones realizaron varias giras mundiales, aparecieron en la película The Mighty Quinn con Denzel Washington y lograron un nivel de reconocimiento internacional que otros grupos de mento no habían alcanzado antes.

### Años 2000
Moses Deans falleció en 1998 y el resto del grupo continuó presentándose en Port Antonio. A inicios de los años 2000, por diferencias entre sus miembros, la banda se dividió de nuevo en dos bandas Jolly Boys diferentes. Una liderada por Bennett y la otra por Swymmer, a veces llamada Allan Swymmer's Mento Band. En este período ambos grupos, dependiendo de su disponibilidad, eran contratados en forma alternada por GeeJam, en aquel entonces un estudio de grabación residencial, para entretener a los artistas que allí trabajaban. Entre ellos estuvieron No Doubt, Gorillaz, Drake y Amy Winehouse.
Las diferencias persistieron hasta 2006 o 2007 pero cuando GeeJam reabrió como hotel en 2008, se reunificaron para convertirse en la banda del establecimiento. La calidad de sus presentaciones, y en particular la fuerza y el carisma del cantante principal Albert Minott, llevaron a que el copropietario de Geejam, el productor Jon Baker coprodujera un álbum de versiones de canciones de rock en un estilo mento moderno, con la asistencia del ingeniero de estudio Dale Dizzle Virgo. En noviembre de 2009, el etnomusicólogo Daniel Neely se integró como intérprete de banjo y director musical del proyecto. A fines de 2010 presentaron el álbum Great Expectation que incluye versiones de canciones clásicas como Rehab de Amy Winehouse, Riders on the Storm de The Doors, Perfect Day de Lou Reed, entre otros. El álbum fusiona arreglos de mento con una base rítmica beat. A partir de 2011 comenzaron a realizar giras por varios países de Europa y por Australia.

## Integrantes
A pesar de que el núcleo de la banda permaneció estable a lo largo de sesenta años, una lista completa de los integrantes debería incluir un gran número de miembros oficiales pero transitorios. La formación oficial más reciente incluye a Albert Minott (voz líder, fallecido en junio de 2017), Joseph «Powda» Bennett (vocales y maracas, fallecido en 2014), Derrick «Johnny» Henry (marimbol), Allan Swymmer (percusión) y Egbert Watson (banjo). La integración que realiza las giras combina a tres de los miembros originales (Minott, Bennett y Henry) con tres miembros más jóvenes: Dale Dizzle Virgo en tambores y percusión, Lenford «Brutus» Richards en banjo y Harold «Jah T» Dawkins en guitarra.

## Discografía
- 1977  Roots of Reggae: Music From Jamaica (Lyrichord)
- 1979  Jolly Boys at Club Caribbean (Club Caribbean)
- 1989  Pop 'n' Mento (Rykodisc)
- 1990  Quake with fear, The Jolly Boys are here (JB) CD box de material inédita, incluyendo grabaciones en vivo de su participación en el Festival WOMAD de Reading, en 1990
- 1991  Sunshine N' Water (Rykodisc)
- 1991  Beer Joint & Tailoring (First Warning Records)
- 1997  Live in Tokyo (Respect Records)
- 2010  Great Expectation (Geejam Recordings/Wall Of Sound/PIAS) Edición para el Reino Unido
- 2011  Great Expectation Caribbean Edition